# Mosetens

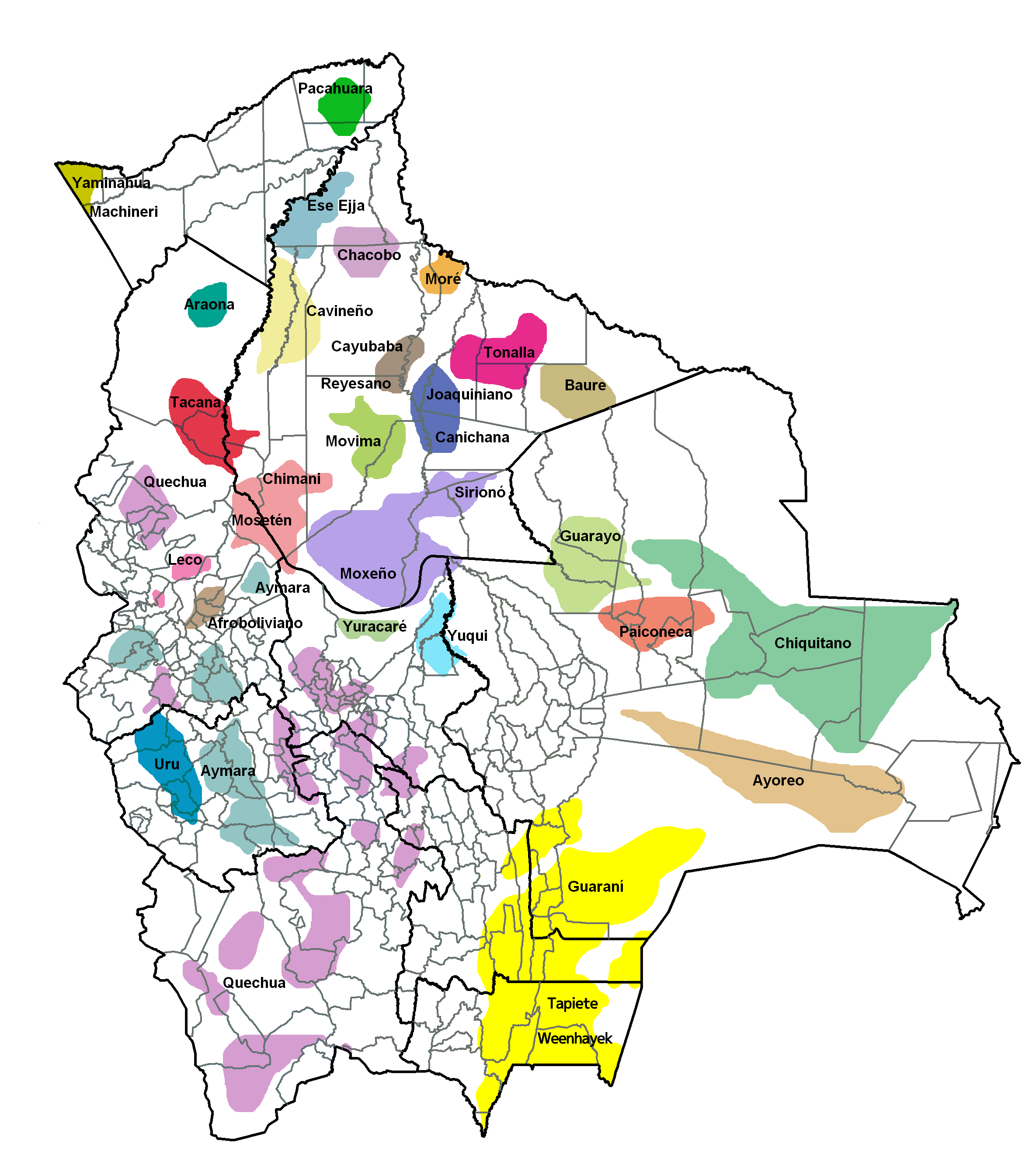

Els mosetens són un grup ètnic amerindi de l'Amazònia boliviana establert als departaments del La Paz, Cochabamba i Beni. La seva llengua, el mosetén pertany a la família Moseten, que és lingüísticament aïllada.

## Història
Foren agrupats dins de la missió franciscana de Muchanes el 1804. Des de finals de s. XIX fins a principis del s. XX s’ocupaven de l'explotació de l’arbre calissaia (Cinchona officinalis). Des de la dècada de 1950, abandonaren els seus territoris sota la pressió demogràfica dels colons d'origen andí.
Avui dia es localitzen principalment a les províncies de  Ballivián a Beni, a la província d'Ayopaya a Cochabamba i les províncies de Sud Yungas, Caranavi, Larecaja i Inquisivi al departament de La Paz.
Practiquen agricultura de subsistència, caça, pesca i recol·lecció. Recentment han desenvolupat activitats artesanals amb fibres vegetals, a més, han iniciat l'explotació forestal.
A causa de la important presència de colons al seu territori, els mosetén temen que aquests s’apropiïn de les seves terres mitjançant unions amb les seves dones. Per tant, practiquen una endogàmia estricta. Tenen una organització comuna, l' Organización del Pueblo Indígena Mosetén (OPIM).
Mitjançant això, van obtenir un títol de propietat en un territori de 96.808 ha que comparteixen amb algunes famílies de mojeños.